# Філіпп Боннардель
Філіпп Боннардель (фр. Philippe Bonnardel, 28 липня 1899, Париж — 17 лютого 1953, там само) — французький футболіст, півзахисник. Відомий виступами, зокрема, в складі клубів «Ред Стар», «Кевії» і національної збірної Франції. Триразовий володар Кубка Франції. Учасник двох Олімпійських ігор.

## Клубні виступи

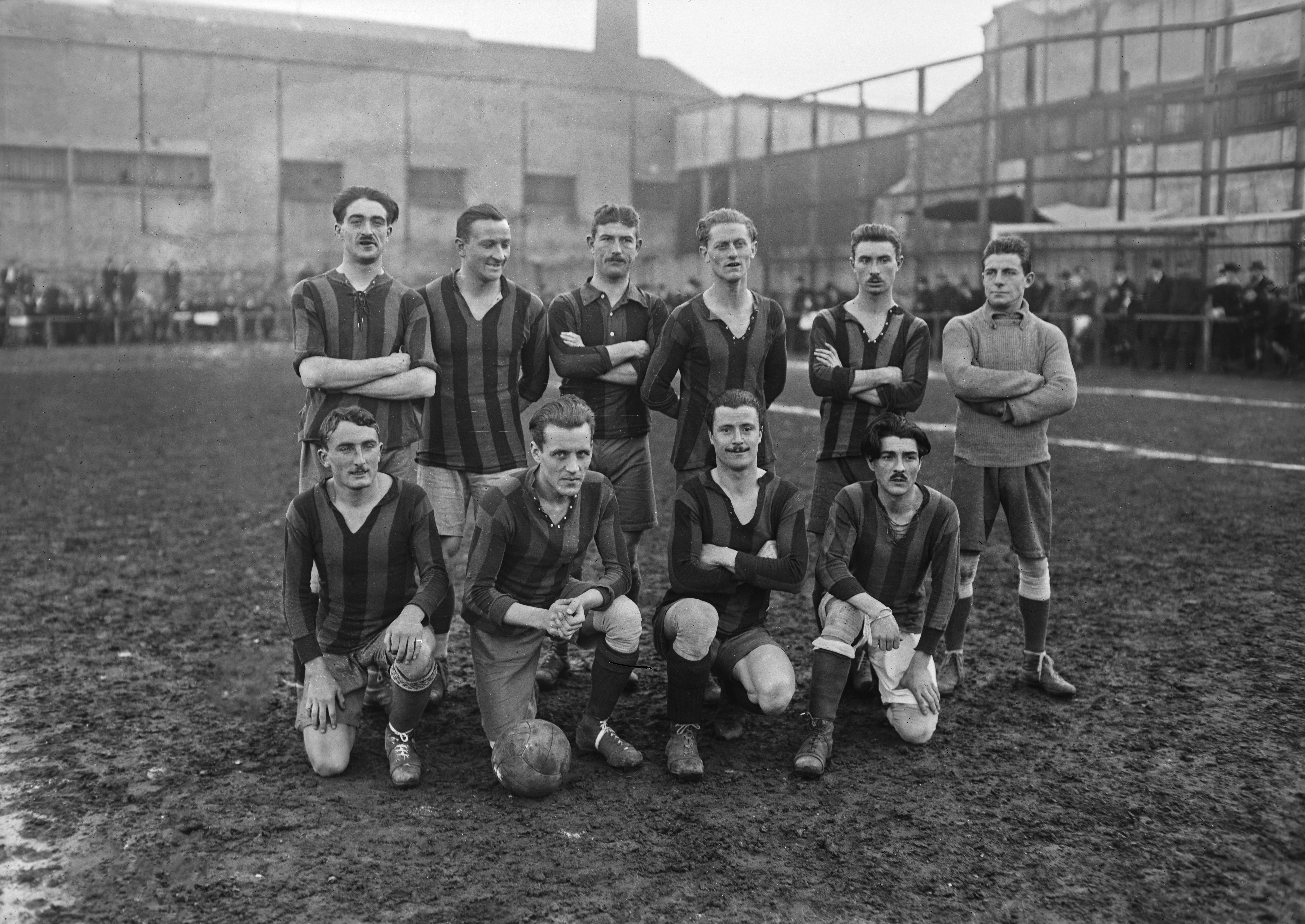
«Ред Стар» у 1920 році. Філіпп Боннардель другий справа у верхньому ряду

Розпочинав кар'єру в клубі «Галія» (Париж). В 1920 році перейшов у команду «Ред Стар». Три роки поспіль перемагав з командою у Кубку Франції в 1921—1923 роках. Ставав переможцем чемпіонату Парижа
В 1925-1927 роках грав у команді «Кевії». В сезоні 1926-27 клуб вийшов у фінал національного кубка. Це досягнення є найвищим у історії команди і було повторене лише раз у 2012 році. У фінальному матчі клуб «Кевії» поступився «Марселю» з рахунком 0:3. Боннардель був капітаном команди
Закінчував кар'єру в клубі КАСЖ (Париж).

## Виступи за збірну
В лютому 1920 року дебютував у офіційному матчі збірної Франції. Французи у гостях перемогли з рахунком 2:0 збірну Швейцарії. Влітку 1920 року потрапив у склад збірної на Олімпійських іграх у Брюсселі, але на поле не виходив. У травні 1921 року грав у матчі проти аматорської збірної Англії, що завершився історичною перемогою з рахунком 2:1.
Виступав на Олімпійських іграх 1924 року, що проходили у Парижі. Франція перемогла в 1/8 фіналу збірну Латвії (7:0), але поступилась у чвертьфінальній грі збірній Уругваю (1:5), майбутнім переможцем ігор. 
Загалом у 1920—1927 роках зіграв за збірну 27 матчів.

## Досягнення
- Володар Кубка Франції: (3)

«Ред Стар»: 1920-21, 1921-22, 1922-23
- Фіналіст Кубка Франції: (1)

«Кевії»: 1927-28
- Переможець чемпіонату Парижа: (2)

«Ред Стар»: 1922, 1924

## Статистика виступів

### Статистика виступів за збірну
| Дата       | Місто         | Господарі  | Результат | Гості      | Турнір           | Голи | Примітки        |
| ---------- | ------------- | ---------- | --------- | ---------- | ---------------- | ---- | --------------- |
| 29/02/1920 | Женева        | Швейцарія  | 0 – 2     | Франція    | товариський матч | -    |                 |
| 05/04/1920 | Руан          | Франція    | 0 – 5     | Англія     | товариський матч | -    |                 |
| 08/02/1921 | Париж         | Франція    | 1 – 2     | Ірландія   | товариський матч | -    |                 |
| 20/02/1921 | Марсель       | Франція    | 1 – 2     | Італія     | товариський матч | -    |                 |
| 06/03/1921 | Форе          | Бельгія    | 3 – 1     | Франція    | товариський матч | -    |                 |
| 05/05/1921 | Париж         | Франція    | 2 – 1     | Англія     | товариський матч | -    |                 |
| 13/11/1921 | Париж         | Франція    | 0 – 5     | Нідерланди | товариський матч | -    |                 |
| 30/04/1922 | Бордо         | Франція    | 0 – 4     | Іспанія    | товариський матч | -    |                 |
| 28/01/1923 | Сан-Себастьян | Іспанія    | 3 – 0     | Франція    | товариський матч | -    |                 |
| 25/02/1923 | Брюссель      | Бельгія    | 4 – 1     | Франція    | товариський матч | -    |                 |
| 02/04/1923 | Амстердам     | Нідерланди | 8 – 1     | Франція    | товариський матч | -    |                 |
| 22/04/1923 | Париж         | Франція    | 2 – 2     | Швейцарія  | товариський матч | -    |                 |
| 10/05/1923 | Париж         | Франція    | 1 – 4     | Англія     | товариський матч | -    |                 |
| 13/01/1924 | Монруж        | Франція    | 2 – 0     | Бельгія    | товариський матч | -    |                 |
| 23/03/1924 | Женева        | Швейцарія  | 3 – 0     | Франція    | товариський матч | -    |                 |
| 17/05/1924 | Париж         | Франція    | 1 – 3     | Англія     | товариський матч | -    |                 |
| 27/05/1924 | Париж         | Франція    | 7 – 0     | Латвія     | ОІ 1924          | -    |                 |
| 01/06/1924 | Коломб        | Франція    | 1 – 5     | Уругвай    | ОІ 1924          | -    |                 |
| 11/11/1924 | Брюссель      | Бельгія    | 3 – 0     | Франція    | товариський матч | -    |                 |
| 22/03/1925 | Турин         | Італія     | 7 – 0     | Франція    | товариський матч | -    |                 |
| 19/04/1925 | Париж         | Франція    | 0 – 4     | Австрія    | товариський матч | -    |                 |
| 21/05/1925 | Париж         | Франція    | 2 – 3     | Англія     | товариський матч | -    |                 |
| 16/03/1927 | Лісабон       | Португалія | 4 – 0     | Франція    | товариський матч | -    | Капітан команди |
| Усього     |               | Матчів     | 23        |            | Голів            | 0    |                 |